# Selysioneura aglaia
Selysioneura aglaia är en trollsländeart som beskrevs av Maurits Anne Lieftinck 1953. Selysioneura aglaia ingår i släktet Selysioneura och familjen Isostictidae. Inga underarter finns listade i Catalogue of Life.